# Міжнародне визнання Абхазії і Південної Осетії

Мапа Грузії

У статті розглядається поточний міжнародно-правовий статус республік Абхазія і Південна Осетія.

## Історія
«Верховна рада» республіки Південна Осетія (РПО) проголосила незалежність республіки 29 травня 1992 року, в ході збройного конфлікту з Грузією.
Абхазія проголосила незалежність після війни з Грузією 1992—1993 рр. Її конституція, в якій республіка оголошувалася суверенною державою і суб'єктом міжнародного права, була прийнята Верховною Радою Республіки Абхазія — 26 листопада 1994 року.
Проголошення незалежності республік не викликало широкого міжнародного резонансу, до другої половини 2000-х ці держави були ніким не визнані.
2006 року Абхазія й Південна Осетія визнали незалежність одне одного. Їхню незалежність було визнано маріонетковими утвореннями Придністровська молдавська республіка і Нагірно-Карабахська республіка.
Ситуація з міжнародним визнанням змінилася після війни в Південній Осетії в серпні 2008 року.
Після конфлікту незалежність обох республік була визнана Росією. У відповідь парламент Грузії прийняв постанову «Про окупацію Російською Федерацією територій Грузії».

## Визнання незалежності

Міжнародно-правовий статус Абхазії і Південної Осетії
Територія Абхазії і Південної Осетії
Визнання Абхазії і Південної Осетії
Визнання Південної Осетії

### ЧлениООН
| № | Держава   | Визнання Південної Осетії | Визнання Абхазії | Коментар |
| - | --------- | ------------------------- | ---------------- | --- |
| 1 | Росія     | 26 серпня 2008            | 26 серпня 2008   | 18 лютого 2008 Держдума РФ прийняла постанову-реакцію на проголошення незалежності Косова і його визнання шістьма з п'ятнадцяти членів Ради безпеки OOH, в якій було зазначено, що дані факти розв'язують руки РФ у вирішенні питань щодо статусу невизнаних територій на пострадянському просторі (тобто Південна Осетія, Абхазія, Придністров'я, Нагірний Карабах). |
| 2 | Нікарагуа | 5 вересня 2008            | 5 вересня 2008   | 10 вересня 2009 року Абхазія встановила дипломатичні відносини з Нікарагуа. 14 квітня 2010 року дипломатичні відносини були встановлені між Нікарагуа і Південною Осетією. У червні 2010 року міністр закордонних справ Нікарагуа Самуель Сантос заявив, що пройдено всі формальні процедури для відкриття в Манагуа посольств Абхазії і Південної Осетії. |
| 3 | Венесуела | 10 вересня 2009           | 10 вересня 2009  | Встановлення дипломатичних відносин між Абхазією і Венесуелою сталося 12 липня 2010 року. 11 липня 2010 року в Сухумі прибув посол Венесуели в Росії, якого за сумісництвом призначили послом в Абхазії. У той же день він вручив копії вірчих грамот у МЗС Абхазії, а на наступний день, 12 липня, вручив вірчі грамоти президенту Абхазії Багапшу. Також було відкрито посольство Абхазії У Венесуелі. Вручення копій вірчих грамот абхазьким послом в Венесуелі відбулося 21 липня 2010 року. |
| 4 | Науру     | 15 грудня 2009            | 16 грудня 2009   | Після визнання незалежності Абхазії і Південної Осетії в 2010 році Науру отримало від Росії допомогу розмірі 50 млн доларів на реалізацію «соціальних програм», яку в ЗМІ розцінили як плату за визнання. Для Науру характерно визнання незалежності за гроші. У 2002 році ця держава відмовилася від визнання Тайваню, за що отримала від КНР близько 130 млн доларів. У 2005 році Науру знову визнали Тайвань, за що отримали від цієї частково визнаної країни допомогу.                      |
| 5 | Сирія     | 29 травня 2018            | 29 травня 2018   | 29 травня 2018 року Сирійська Арабська Республіка визнала незалежність Південної Осетії і Абхазії. |

### Інші

Розташування Вануату

Розташування Тувалу

#### Частково визнані та невизнані держави
- Придністров'я

#### Інші організації
Палестинський ісламістський, низкою країн і міжнародних організацій визнаний терористичним, рух ХАМАС, під контролем якого знаходиться Сектор Гази, вітало визнання Росією незалежності Абхазії і Південної Осетії. Воєнізована ліванська шиїтська організація Хезболла також підтримала незалежність Абхазії і Південної Осетії.

#### Раніше визнавали
- Вануату. Згідно із заявою міністра закордонних справ Абхазії, Республіка Вануату 31 травня 2011 визнала незалежність Республіки Абхазія і встановила з нею дипломатичні відносини. 14 липня 2011 Міністр закордонних справ Вануату підтвердив, що його країна визнає Абхазію. 7 жовтня 2011 року повідомлення про визнання незалежності Абхазії з'явилося на урядовому сайті Вануату. 20 травня 2013 року в ЗМІ з посиланням на адміністрацію грузинського президента з'явилася інформація про те, що Вануату офіційно відмовилося від визнання незалежності Абхазії, а президент Грузії Михайло Саакашвілі спеціально зустрівся з обраним на посаду 23 березня 2013 року новим прем'єр-міністром Вануату. 14 липня 2013 року голова МЗС Абхазії підтвердив, що за день до цього, 13 липня, Вануату встановило дипломатичні і консульські відносини з Грузією і визнало її територіальну цілісність, але зазначив, що держава офіційно не відкликала своє попереднє рішення про визнання незалежності Абхазії.
- Тувалу. 18 вересня 2011 року в Сухумі спільну заяву про встановлення дипвідносин між Абхазією і Тувалу було підписано прем'єр-міністрами двох країн. Офіційне повідомлення було оприлюднено 23 вересня 2011 року. 19 вересня 2011 року в Цхінвалі спільну заяву про встановлення дипвідносин між Південною Осетією і Тувалу було підписано прем'єр-міністром Тувалу та південноосетинським президентом. 31 березня 2014 року міністр охорони навколишнього середовища, закордонних справ, праці та торгівлі Тувалу і міністр закордонних справ Грузії підписали Протокол про встановлення дипломатичних і консульських відносин між Грузією і Тувалу та Меморандум про співпрацю, в зв'язку з цим Тувалу відкликало прийняте в 2011 році рішення про визнання незалежності Абхазії і Південної Осетії